# 高木滋生
高木 滋生（たかぎ しげお、1936年2月2日 - 2013年12月18日）は日本の建築家、建築デザイナー。

## 略歴・人物
高校時代、美術教師の大村政夫（日展参与）が高校生のために開放した自宅のアトリエに通い、デッサンを繰り返した。同じ志を持つ静高生ら十人ほどが集まっていた。三年間で制作したデッサンなどは約200点。1954年、静岡県立静岡高等学校卒業1959年、東京藝術大学建築科卒業。1962年〜1984年、女子美術大学非常勤講師を務めた。1963年、高木滋生建築設計事務所開設。東海大学短期大学部、静岡大学でも非常勤講師を務めた。1975年、地域開発センター設立、理事長。静岡県を拠点とし地域に根ざした設計を心がけ、50年間で約500軒を設計した。
2013年12月18日、動脈瘤破裂のため死去。

## 作品
- 静岡県立美術館
- サールナートホール
- 駿府匠宿

## 著書
- 『建築家のわがまま「住居学」』 建築ジャーナル 編 2004.2
- 『玄関とアプローチ』 高木 滋生, 佐藤昭五 著 実業之日本社 1976
- 『新しい住宅写真双書』 高木 滋生, 長谷川逸子, 佐藤昭五 著 実業之日本社 1971
- 『新しい住宅写真双書』 高木 滋生, 佐藤昭五 著 実業之日本社 1970

## 受賞歴
- 1999年 林野庁長官賞（駿府匠宿）[6]
- 平成11年度　都市景観大賞 景観形成事例部門（地区レベル）受賞[7]
- 昭和59年度 静岡県文化奨励賞

## 家族
- 子：高木一滋